# Werchnenasarowskoje
Werchnenasarowskoje (russisch Верхненазаровское) ist ein Dorf (selo) in Südrussland. Es gehört zur Republik Adygeja und hat 589 Einwohner (Stand 2019). Im Ort gibt es 7 Straßen. Werchnenasarowskoje liegt 25 km südöstlich von Krasnogvardeyskoye (dem Verwaltungszentrum des Bezirks) auf der Straße. Sadowoje ist der nächstgelegene ländliche Ort.